# Jacob Burchard
Jacob Burchard ou Ludwig Burchard en allemand (1886-1960) est un historien de l'art allemand, spécialiste de Pierre Paul Rubens.

## Publications
- Ludwig Burchard, Die holländischen Radierer vor Rembrandt, Berlin, P. Cassirer, 1917